# Dendryphantes seriatus
Dendryphantes seriatus là một loài nhện trong họ Salticidae.
Loài này thuộc chi Dendryphantes. Dendryphantes seriatus được Władysław Taczanowski miêu tả năm 1878.